# Linzor
O vulcão Linzor é um estratovulcão dos Andes na fronteira entre a Bolívia e o Chile a 5680 metros de altitude. Nas proximidades encontram-se a Laguna Colorada e o Cerro del León.